# Jasaltai járás

A Jasaltai járás Kalmükföldön

A Jasaltai járás (oroszul Яшалтинский район, kalmük nyelven Яшлтан район) Oroszország egyik járása Kalmükföldön. Székhelye Jasalta.

## Népesség
- 1989-ben 18 644 lakosa volt, melynek 58,4%-a orosz, 9,6%-a kalmük, 2,9%-a dargin, 2,9%-a csecsen, 0,1%-a kazah.
- 2002-ben 17 753 lakosa volt, melynek 56,3%-a orosz, 9,6%-a kalmük, 2,6%-a dargin, 3,4%-a német, 3%-a csecsen, 1,9%-a ukrán, 0,1%-a kazah.
- 2010-ben 17 178 lakosa volt, melyből 9 257 orosz (53,9%), 2 562 török (14,9%), 1 672 kalmük (9,7%), 706 avar (4,1%), 493 dargin (2,9%), 428 német (2,5%), 373 csecsen (2,2%), 271 kumik (1,6%), 200 ukrán (1,2%), 172 örmény, 168 kurd, 161 fehérorosz, 146 azeri, 79 lezg, 64 észt, 49 ezid, 39 karacsáj, 30 oszét, 26 kazah, 25 tabaszaran, 23 tatár22 agul, 22 moldáv, 20 ingus, 17 koreai, 16 kabard, 14 grúz, 10 görög stb.